# Stadio Mohamed V
Lo Stadio Mohamed V (in arabo: مركب محمد الخامِس) è un impianto sportivo polifunzionale sito a Casablanca, in Marocco. Ospita le partite casalinghe del Raja Casablanca, del Wydad Casablanca e della nazionale di calcio del Marocco.

## Storia
Fu inaugurato ufficialmente il 6 marzo 1955 con il nome di stadio Marcel Cerdan, in onore del leggendario pugile francese che crebbe a Casablanca. All'epoca lo stadio aveva una capienza di 30 000 posti. Alla fine degli anni '70 lo stadio fu chiuso per un grande rinnovamento in preparazione per i Giochi del Mediterraneo del 1983.
Nel 1981 riaprì i battenti con il nome di stadio Mohamed V e con una capienza di 90 000 spettatori, che fu ridotta nel 2000 dopo l'installazione di sedili di colore verde e rosso e dopo l'ufficializzazione della candidatura del Marocco a organizzare la Coppa del mondo 2010.
Attualmente ha una capienza di 67 000 posti a sedere, di cui 3 325 per la stampa e 500 VIP. Lo stadio fa parte di un grande complesso sportivo situato nel centro di Casablanca che comprende, oltre allo stadio, un palazzetto dello sport con 12 000 posti, una piscina olimpionica coperta con una capacità di 3 000 posti, una sala riunioni, una sala conferenze, un centro antidoping, un centro di cura, un centro multimediale di 650 m².
Nel 1997 lo stadio Mohamed V ha fatto registrare il record di affluenza, 160 000 spettatori, durante il derby Raja-Wydad.